# Château de Thionville
Ne doit pas être confondu avec Château de Thionville-sur-Opton.
Le château de Thionville est un château français situé dans la commune de Thionville, dans le département de la Moselle.

## Historique
Il est partiellement inscrit au titre des monuments historiques depuis 1980.

## Description
Le château se compose de deux tours ainsi qu'un porche qui les réunit.  Il a été construit au XVe siècle et reconstruit au XVIIIe siècle.